# Ulf-Dieter Zimmermann
Ulf-Dieter Zimmermann  (* 19. September 1949 in Elze Niedersachsen) ist ein deutscher Industriemanager und industrieller Investor. 

## Leben
Zimmermann studierte Wirtschaftsingenieurwesen an der Technischen Universität Berlin. Während seiner Promotion zum Dr.-Ing. war er bis 1980 als wissenschaftlicher Assistent an der TU Berlin tätig. Von 1980 bis 1990 arbeitete Zimmermann für die Flick KGaA in Ratingen; zunächst als Assistent der Geschäftsführung, später als Geschäftsführer der Eichener Maschinenfabrik im Siegerland und der Conti Systembau in Ratingen. 1990 übernahm er die Position des Vorsitzenden der Geschäftsführung im Bereich Dieselmotoren der KHD AG Köln. Von dort ging Zimmermann 1996 als Bereichsvorstand zur GEA AG Bochum und leitete die WestfaliaSurge Oelde/Chicago.
Die von Ulf Zimmermann maßgeblich initiierte Akquisition und Zusammenführung der Westfalia Landtechnik mit der Surge, Inc., Chicago, Il, USA, erhob das deutsche Unternehmen zum zweitgrößten Melk- und Kühltechnik-Hersteller der Welt. 
Zum 1. April 2001 folgte seine Berufung in den Vorstand der Dynamit Nobel AG, Troisdorf. Gleichzeitig übernahm er den Vorsitz im Vorstand der zum Dynamit Nobel-Konzern gehörenden CeramTec AG. Die CeramTec AG ist ein führendes Industrieunternehmen der Hochleistungskeramik und Weltmarktführer im Bereich Biokeramik. Nach der Akquisition durch die Rockwood Gruppe im August 2004 hat Zimmermann zusätzlich die Funktion des Division Präsidenten dieses Unternehmens mit Sitz in Princeton, NJ, USA, übernommen. Rockwood war an der NYSE unter ROC gelistet. Ulf Zimmermann hat den amerikanischen Börsengang des Unternehmens als deutscher Manager 2005 begleitet.
2013 leitete er mit dem Start des Verkaufsprozesses der CeramTec Gruppe die Portfolioveränderung bei Rockwood ein. Seit September 2013 hält der Finanzinvestor Cinven mit Sitz in London, UK, 100 % der CeramTec Geschäftsanteile. Rockwood wurde 2015 vom US-Chemie-Konzern Albemarle Corp. (NYSE: ALB) aus Baton Rouge, LA, übernommen.
Im September 2016 erhielt Zimmermann die Berufung zum Aufsichtsrat der CeramTec-Gruppe.
Neben verschiedenen ehrenamtlichen Aufgaben ist er Handelsrichter am Landgericht Stuttgart. Er hält Board Sitze in USA, Europa und Asien.
Zimmermann ist verheiratet und hat vier Kinder.